# 兰石小筑
兰石小筑，位于江苏省苏州市姑苏区锦帆路4号。建于民国，为苏州市文物保护单位。

## 历史
兰石小筑是朱犀园故居。朱犀园（1890年 - 1969年），原籍安徽泾县，书画家、园艺家，擅长制作盆景，对园林建筑也有研究，曾参与拙政园的修复工作。民国时搬至苏州，在锦帆路建造兰石小筑自住。1941年朱将此宅卖出。
兰石小筑有两座建筑，均为二层西式青砖楼房，西侧楼房设有朝西大门，门上方有一圆形窗，窗框雕花，窗下有篆体“兰石小筑”石刻。东侧为主楼，面南，二楼房之间有走道相连。南侧原有庭园，现已不存。